# Didac Devesa
Didac Ángel Devesa Albis (Esporlas, Baleares, 30 de diciembre de 1990), más conocido como Didac Devesa, es un futbolista español. Juega como centrocampista en el ASIL Lysi de la Tercera División de Chipre.

## Trayectoria
Nacido en Esporlas, Mallorca, Devesa comenzó su carrera en la cantera del RCD Mallorca, hasta que en 2009 debuta con el RCD Mallorca B en la Segunda División B de España, en el que juega durante cuatro temporadas. 
En la temporada 2012-13, Devesa fue cedido a la SD Ponferradina de la  Segunda División de España por dos temporadas. El 1 de septiembre de 2012, hizo su debut en Segunda División, comenzando con una derrota a domicilio por 1-0 ante el Girona FC.
El 1 de julio de 2013, Devesa fue liberado de su contrato por el RCD Mallorca y fichó por el Club Lleida Esportiu de la Segunda División B de España.
El 5 de enero de 2015, rescinde su contrato con el Club Lleida Esportiu y se unió al Aiginiakos F.C. de la Football League (Grecia) por una temporada y media.
En la temporada 2016-17, firma por el Platanias F.C. de la Superliga de Grecia por dos temporadas. 
En enero de 2018, firma por el Apollon Smyrnis FC de la Superliga de Grecia.
En la temporada 2018-19, firma por el Ermis Aradippou FC de la Primera División de Chipre.
El 12 de julio de 2019, Devesa fichó por el FC Politehnica Iași de la Liga I rumana.
El 12 de enero de 2020, regresó al Ermis Aradippou FC de la Primera División de Chipre.
En agosto de 2020, firma por el Futuro Kings FC de la Primera División de Guinea Ecuatorial.
El 6 de enero de 2021, firma por el Onisilos Sotira de la Primera División de Chipre.
El 7 de julio de 2021, firma por el Karmiotissa Polemidion de la Primera División de Chipre.
En julio de 2022, se compromete con el ASIL Lysi de la Tercera División de Chipre.

## Clubes
| Club                     | País              | Año       |
| ------------------------ | ----------------- | --------- |
| RCD Mallorca             | España            | 2009-2013 |
| SD Ponferradina (cedido) | España            | 2012-2013 |
| Club Lleida Esportiu     | España            | 2013-2014 |
| Aiginiakos F.C.          | Grecia            | 2015-2016 |
| Platanias F.C.           | Grecia            | 2016-2017 |
| Apollon Smyrnis FC       | España            | 2018      |
| Ermis Aradippou FC       | Chipre            | 2018-2019 |
| FC Politehnica Iași      | Rumania           | 2019      |
| Futuro Kings FC          | Guinea Ecuatorial | 2020      |
| Onisilos Sotira          | Chipre            | 2021      |
| Karmiotissa Polemidion   | Chipre            | 2021-2022 |
| ASIL Lysi                | Chipre            | 2022-     |